# Ranger (classe de personagem)

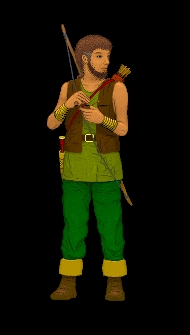
Ranger

Em jogos de RPG, o ranger é uma classe de personagens típica de cenários de fantasia medieval, dentre os quais se destacam os jogos Dungeons & Dragons, também  chamado de D&D e  Pathfinder Roleplaying Game. Uma classe dá habilidades (ou perícias) exclusivas para o personagem de cada classe.
Rangers são guerreiros que possuem ligações com forças da natureza, a quem são devotados e buscam proteger. Acostumados com o ambiente selvagem, sabem de coisas relativas a esse meio, o que geralmente os torna excelentes rastreadores e caçadores, bem como peritos em sobrevivência. Por sua ligação natural, Rangers geralmente têm animais como companheiros, e dependendo do nível de magia do cenário, podem se comunicar com eles ou até mesmo se transformarem em animais. Geralmente adoram deuses relativos à natureza, dos quais geralmente emprestam poder para usar magias divinas. O ranger é um meio termo entre o guerreiro, e o druida, já que não lutará tão bem quanto um guerreiro "puro", nem terá magias tão fortes quanto um druida.
Rangers podem ser bons ou maus. Enquanto alguns servem como "guardas florestais", guiando aqueles que passam pelo ambiente que guardam, outros não se importarão de matar com o pretexto de proteger o local. Embora normalmente o ranger seja retratado como um protetor das florestas, ele poder ser especialista em qualquer ambiente natural, como por exemplo desertos, montanhas ou mesmo cavernas subterrâneas.
Sua arma principal é o arco.